# Balística terminal

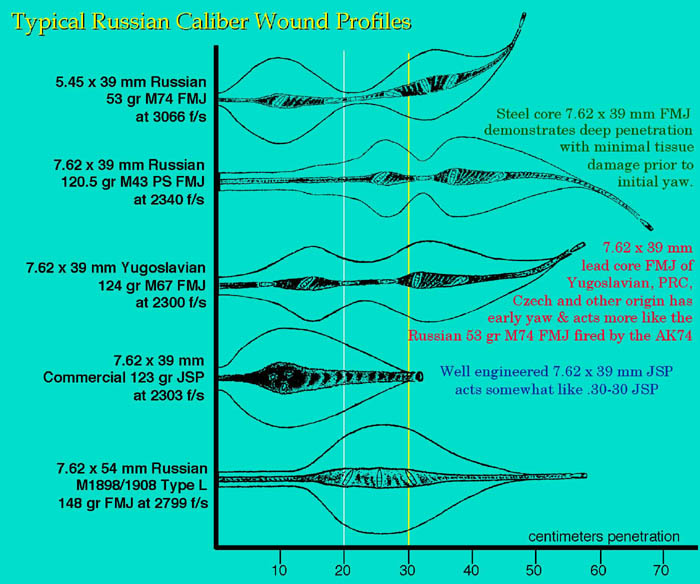
Perfis de cavidades de ferimentos típicas, geradas por projéteis de origem Russa/Soviética.

A Balística Terminal é o estudo da interacção entre os vários géneros de projécteis e os seus alvos.

## Classificação de Alvos
Estes classificam-se em alvos duros e alvos moles, conforme são ou não difíceis de penetrar, ou seja, conforme dispõem ou não de uma armadura ou couraça qualquer. A balística terminal divide-se na que estuda a interacção com os alvos duros e a que interage com alvos moles, também conhecida por balística das feridas.

## Alvos duros
Podem-se considerar como alvos duros desde armaduras de tanques até coletes à prova de bala. Para a sua neutralização existem vários tipos de munição, desde projécteis cinéticos chamados APDS ou APFSDS que devido à sua alta densidade aliada com uma área transversal baixa conseguem uma boa perfuração, até cargas focais, como p.e. os RPG’s, que usam uma carga explosiva em forma de cone que quando atinge o alvo, projecta a explosão para um único ponto, conseguindo temperaturas elevadas a uma alta velocidade de impacto. 
As armaduras “falham” de diversas maneiras, sendo essas: 
- Falha dúctil (material macio);
- Falha por fractura (material muito duro);
- Falha por vazamento (quando o material é de dureza intermédia e é “arrastado” para dentro por um projéctil de ponta romba);
- Falha por destacamento de uma face interior (causado por munições HESH, que consiste numa “crosta” da parte interior da armadura ser destacada a alta velocidade devido à onda de choque causada pelo projéctil).

## Alvos Moles
Consideram-se como alvos moles animais assim como seres humanos. Aqui já não se considera o emprego de explosivos porque não é preciso tanto para a incapacitação do alvo, mas mais porque é proibido o uso de munições explosivas contra seres humanos e animais. No contexto da Balística das feridas, as energias denominam-se:
- A Energia de Impacto como sendo a energia restante do projéctil no instante em que entra em contacto com o alvo
- A Energia Emergente como sendo, no caso de o projéctil atravessar completamente o alvo, a energia cinética com que o projéctil emerge do alvo
- A Energia Transferida como sendo no caso anterior a diferença entre a energia de impacto e a energia emergente e no caso em que o projéctil fica dentro do alvo é igual à energia de impacto.

Pretende-se sempre que a energia transferida seja a maior possível pelo que se pretende sempre que ou os projécteis nunca venham a emergir ou que, vindo a emergir, o façam transportando o mínimo de energia cinética.
Fala-se do termo “Potência do impacto” para referir o espaço / profundidade da ferida produzida após um dado impacto. Neste contexto, fala-se de uma grande potência do impacto quando, apesar duma grande energia de impacto, a ferida vem a ter apenas uma pequena profundidade. E diz-se que os valores altos de potência de impacto provocam estados de choque, sendo que este termo designa um conjunto complexo de efeitos fisiológicos e psicológicos que tendem a incapacitar muito rapidamente o indivíduo (ou o animal) atingido.
Para a incapacitação de uma alvo os factores determinantes são: a localização e direcção do ferimento; a velocidade de impacto; a energia de impacto; A densidade energética (em J / mm2, é praticamente sinónimo de capacidade de perfuração); o desenho da ponta; a estabilidade do projéctil após o impacto; a estabilidade da forma do projéctil ao longo da perfuração. Ainda sobre este tema há que referir as cavidades temporárias que são uma espécie de espaço vazio que se forma à volta da passagem (cavidade permanente) por onde passa uma bala a alta velocidade, que entretanto desaparece. Ou seja, pode haver lesões em órgãos não perfurados pela bala, mas que tenham sido comprimidos por uma cavidade temporária. O tamanho da cavidade é proporcional à velocidade da bala.